# 布宗维尔
布宗维尔（法語：Bouzonville，法語發音：[buzɔ̃vil]；洛林法兰克语：Busendroff；洛林语：Bzonvèle）是法国摩泽尔省的一个市镇，位于该省北部偏西，属于福尔巴克-布莱摩泽尔区。

## 地理
布宗维尔（49°17'31"N, 6°32'4"E）面积13.9 平方千米，位于法国大東部大區摩泽尔省，该省份为法国东北部内陆省份，是洛林的一部分，西南接默尔特-摩泽尔省，东临下莱茵省，北与卢森堡和德国接壤。
与布宗维尔接壤的市镇（或旧市镇、城区）包括：奥贝尔多尔、阿尔赞、鲁日堡、菲尔斯特罗夫、弗赖斯特罗夫、盖尔斯特兰、埃南莱布宗维尔、沃德勒尚、沃尔夫兰-莱布宗维尔。

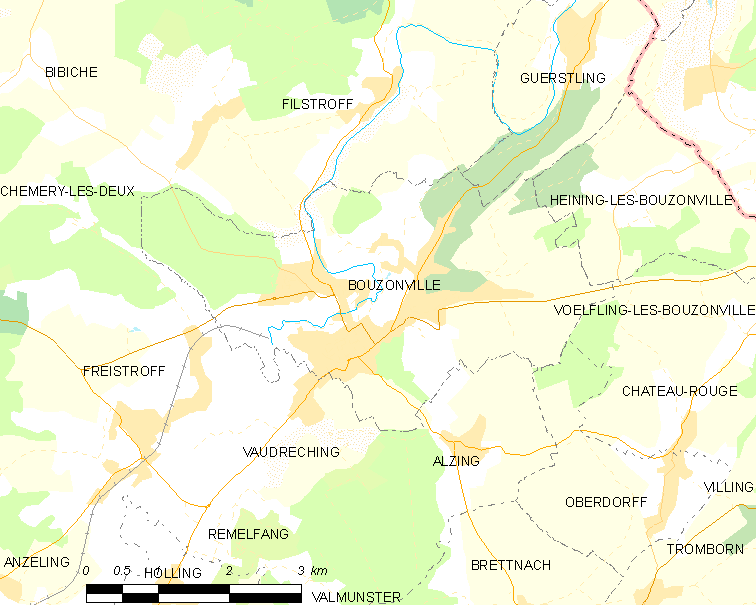
布宗维尔的OSM定位图

布宗维尔的时区为UTC+01:00、UTC+02:00（夏令时）。

## 行政
布宗维尔的邮政编码为57320，INSEE市镇编码为57106。

## 政治
布宗维尔所属的省级选区为布宗维尔县。

## 人口

1962-2008年间布宗维尔人口变化图示

布宗维尔于2022年1月1日时的人口数量为3824人。